# 千葉小3女児殺害事件
千葉小3女児殺害事件（ちば しょうさんじょじ さつがいじけん）とは、2017年（平成29年）3月24日に千葉県松戸市で小学3年生の女児が行方不明になり、翌々日に同県我孫子市で遺体で見つかった事件。

## 概要
2017年3月24日、松戸市立六実第二小学校の3年生女子児童A（当時9歳、ベトナム国籍）が、登校のため自宅を出たまま行方不明になり、同月26日の朝に我孫子市北新田の排水路脇の草むらにおいて絞殺体で発見された。また、遺体発見現場から約20km離れた茨城県坂東市の利根川河川敷で、被害者Aのランドセル及びAのものとみられる衣服が見つかった。
警察は殺人・死体遺棄事件として捜査し、同年4月14日にAが通っていた同小学校の保護者会元会長の男Bを死体遺棄容疑で逮捕した。現場の遺留品のDNAの型がBのものと一致したことなどが逮捕理由とされた。容疑者Bはその後、殺人や死体遺棄罪で起訴された。2022年5月、最高裁が男Bの上告を棄却し、無期懲役が確定した。

## 被害者・遺族
Aの遺体はベトナムに運ばれ、そこで葬儀が行われた。
Aの父親は、Bについて「まだ本当の犯人かは分からないけど、犯人を罰してほしい。直接、会って話したい」と話した。
また、Aの父親は、Bが真犯人だった場合の「Bへの死刑の適用」を求める署名活動を行っており、現在のところ100万人を超える署名が集まっており、その多くはAの祖国であるベトナムからの署名であった。署名はベトナムや日本だけでなく、世界中の国々の人々から送られている。
事件発生から3年後の2020年3月Aの通っていた小学校で同級生の卒業式が行われ、父親がAの卒業証書を代わりに受け取った。

## 被告人
（本件は2022年5月11日付けで判決が確定しており、Bはすでに「被告人」ではなく「犯人」あるいは「受刑者」であるが、ここでは過去記述との継続性を重んじて「被告人」のままとする）

### 被告人Bについて
Aの同級生の親を名乗る人物は「児童の誰もが知っているような人」と話し、Bと同じマンションで隣の部屋に住む住人は「2人の小学校の子供がいて、とても子煩悩で温厚な人」と話し、Bの高校の同級生は「大人しい存在」「目立たず、いつもぼーっとしていた印象がある」と話した。また、Bの元勤務先の同僚によると、Bは小中学生が出演するイメージDVDを収集していたといい、15歳以下の女性にしか興味がなかったという。更に、元上司は「DVDは持ってきていました。カバーの画像が全部、子どもなんですよね。日本人の子どももいましたけど、東南アジアの子が多かったですね。子どもみたいなアイドルが好きと言っていた。若ければ若いほどいいと」と話した。実際に、警察は裏DVDを押収している。この元上司はBが面接時のアンケートに、自分の性格の好きな点について「一つの事に集中できる所、社交的な所」と記していたといい、Bは「真面目で仕事はできる方で、第一印象はよく喋ってコミュニケーションが取れる人」だったという。しかし、その一方で「ちょっとキレやすいタイプ。自分の思うように事が進まないと声を荒らげたりするっていう部分が半年くらいすると見えてきた」と話した。
2008年作成の履歴書によると、趣味は模型製作、柔道、ソフトボールとしている。
高校は柏市（旧沼南町）の県立高校に通い、2年次の修学旅行の感想では「修学旅行を終えて、月日のたつのが早いなぁとつくづく思った。学年集会やなんだかんだとやったのに現地に行ったらあっというまに、四日間たってしまい、この四日間あまり有意義に過ごせなかったような気がした。でも、同じ部屋の人達とは、さんざん騒ぎまわって夜遅くまでおきていた。けれど、先生にはバレなかった。なにか変な文章になってしまった。」と記していた。1990年に卒業し、卒業文集には「いざさらば、さらば青春、さらば淑女達、もうあの瞬間は二度ともどらないものだから。野田市と沼南町のじゃぱんであいませう。」と寄稿していた。高校卒業後は専門学校（高校の卒業アルバムによると、都内の調理師を目指す学校）に進学したものの中退し、その後何度か転職している。
2009年頃に子供が生まれたといい、元勤務先の上司は「いつも子供を抱っこしていたし、子供をあやすのも上手かった」と話した。

### 被告人Bと事件の関わり
BはAの通学路などで児童の登校を見守る活動をほぼ毎日しており、Aとハイタッチする姿も目撃されていた。また、近所住民の証言によると、事件前には複数の児童に「車で送って行こうか？」などと声掛けをしていたという。
Aの行方不明当日、Bが普段は徒歩で送り届けている自分の子供を軽自動車で送る姿が目撃されていた。また、Bは軽自動車の他にキャンピングカーを所有しており、Bの軽自動車がAの自宅近くからBのキャンピングカーが駐めてある駐車場方向へ走っていく様子が、防犯カメラやドライブレコーダーに映っていた。更に、Bはほぼ毎日参加していた見守り活動にこの日は現れず、近隣住民によるAの捜索にも参加せず、保護者の会のメンバーからの電話にも出なかった。Bは軽自動車で自分の子供を送った後Aを連れ去り、その後キャンピングカーに連れ込んだとみられている。また、Bの軽自動車が遺体発見現場と遺留品発見現場を何度も行き来しており、Bが遺体や遺留品の遺棄にも車を使ったとみられ、逮捕後2台の車が押収されている。BはAの遺留品を捨てた後、Aの遺体を遺棄したとみられている。Bの自宅からは紐や鞘付きのナイフも押収され、Aの遺体には首を締められた痕や手首を縛られた痕が見つかっていることから、警察はこれらの押収物が犯行に使われたとみている。
遺体発見翌日に行われた保護者の会では、Bは事件への関与の有無を尋ねられ、強い口調で「アリバイがあるからやめてください」と答えた。また、Bは事件後、Aの遺族の帰国を支援するための募金を呼び掛けており、2千円を募金したという主婦は「保護者はみんな募金した」と話した。しかしAのお別れ会には「家族全員がインフルエンザにかかった」と説明して欠席し、その後ある男性に「Aの会に参加しなかったので、保護者会の人から批判された。犯人じゃないかと疑われている」と淡々とした顔で話した。
Bは逮捕前の任意の事情聴取では「遺棄現場の方向には行っていない」と、防犯カメラに捉えられた車の動きと異なる趣旨の説明をしていたが、逮捕後は雑談には応じるものの事件については黙秘。事件は単独犯によるものとみられており、Aの遺体に残された遺留物のDNAがBと、Bの軽自動車の後部で採取された毛髪のDNAがAと一致したため、警察はBがAを軽自動車で連れ去った後、遺体を遺棄するまでの間に殺害した可能性があると判断し、5月5日にBを殺人とわいせつ目的誘拐、強制わいせつ致死の容疑で再逮捕した。2017年5月26日、千葉地方検察庁はBを殺人、強制猥褻致死、猥褻略取誘拐、死体遺棄の罪で起訴した。

## 裁判

### 千葉地裁公判
2018年6月4日、裁判員裁判による初公判が、千葉地方裁判所（野原俊郎裁判長）で開かれた。罪状認否でBは「全て違います。検察側の主張は架空、捏造されたもので、事件には一切関与していません」と無罪を主張した。
一方、検察側は被告人のキャンピングカー内にあったネクタイからもAと同一のDNA型の唾液が検出されたとし、A殺害の凶器となった可能性を示唆。Bに死刑を求刑した。
2018年7月6日、同地裁で判決公判が開かれ、同裁判長は無期懲役を言い渡した。
弁護側は即日控訴し、検察側も判決を不服として控訴した。

### 東京高裁公判
2019年9月26日、東京高等裁判所 （平木正洋裁判長）で控訴審初公判が開かれた。検察側は、一審に続き「信頼を逆手に取った極めて悪質な犯行」とし死刑を求め、弁護側は一審の有罪判断の根拠となったDNA型鑑定の信用性の疑問とその捜査方法に違法性が見受けられるとして無罪を主張した。
2020年10月5日、Aの両親が意見陳述し「Bを極刑に」と訴えた。Aの父親は、娘は日本とベトナムの懸け橋になりたいと夢見て、熱心に日本語を勉強していたと説明。「月命日が来るたびに、Bが死刑判決を受けていないことに絶望し、憤りを覚える」とベトナム語で話した。。
2020年11月17日、控訴審が結審した。検察側は死刑の適用を求め、弁護側は無罪を主張した。
2021年3月23日、控訴審判決公判が開かれた。東京高裁は無期懲役とした一審判決を支持し、検察側とBの控訴をいずれも棄却した。千葉県警がマンションのゴミ置き場からBに無断でBの煙草の吸殻を持ち去った点に関して、弁護側は将来の違法捜査抑止の見地から、無令状で押収しDNAを採取したのは違法と主張し、平木裁判長は判決において無令状の「違法な捜索差し押さえ」であると認めた。しかし、判決理由において、実質的な権利侵害がないことや事件の早期解決の必要性、BのDNA入手の高度の必要性を理由に、「令状主義を没却するような重大な違法ではない」と判断し、吸殻について証拠能力を認めた。また、死刑の適用を求めた検察側の控訴についても「犯行態様は冷酷非道だが、場当たり的で殺害に計画性は認められない。極刑がやむを得ないとは言えない」として、退けた。

### 最高裁
Bは有罪判決（無期懲役）を不服として、即日、最高裁判所へ上告した。
一方、Aの遺族は、東京高等検察庁にBの死刑を求めて上告するように求めたものの、東京高等検察庁は「判例違反などの上告理由を見いだせない」として、最高裁判所への上告を断念した。これにより、Bに死刑判決が言い渡される可能性はなくなった。
上述の通りB側のみが上告していたが、2022年5月11日付けで、最高裁判所第一小法廷が被告の上告を棄却する決定を下し、無期懲役とした二審までの判決が確定した。

## 備考
- BはLINEに「子どもにルールやマナーを教えている人たちが、子どもが見ている前や見ていないところで、ルールやマナーを守らなくて良いのかな？緊急時や、危険回避の為なら理解はできるけど」など、自分の子供と小学校に登校した時のエピソードを度々書き込んでいた[13]。
- 事件前年の7月20日、2ちゃんねるの割安のお試し商品について語るスレッドに「女児を殺害したい」との書き込みがされていた。翌年の3月にも同じスレッドで同様の書き込みがされていた[30]。
- 2017年3月31日に放送されたフジテレビのワイドショー『直撃LIVE グッディ!』において、この事件のVTR中に不適切な効果音が流れ、司会のフリージャーナリスト・安藤優子が謝罪を行った[31]。
- Aの自宅周辺で聞き込み取材を行っていた共同通信社の20代の男性記者が、取材を断った住民の家の外壁を蹴った。その様子がTwitterに投稿され、2017年4月17日15時時点で1万9千人以上にリツイート（転載）された。同日、同社は「許されない行為であり、ご迷惑をお掛けした方に深くお詫びします。本人を厳しく指導すると共に記者教育を徹底します」とコメントし、記者と幹部が住民に謝罪した[32][33]。
- 5月5日のBの再逮捕以降、報道各所では被害者であるAを匿名に切り替えて報道している。オンライン上では、千葉日報[34]、東京新聞[35]がこれに関するお断りを出した。その後、報道各所は再びAを実名で報道している。オンライン上にてこれに関するお断りを出している千葉日報は遺族の要望により実名報道を行うと述べている[36]。